# Panamerikanische Spiele 2023/Kanu
Bei den Panamerikanischen Spielen 2023 in der chilenischen Hauptstadt Santiago de Chile wurden vom 27. Oktober bis 4. November 2023 insgesamt 16 Wettbewerbe im Kanusport ausgetragen, davon je fünf bei den Männern und bei den Frauen im Kanusprint und je drei bei den Männern und bei den Frauen im Kanuslalom. Austragungsorte waren im Kanusprint der Lake Elsinore und im Kanuslalom der Río Aconcagua.
Erfolgreichste Nation war Kanada, dessen Kanuten vier Gold- sowie je fünf Silber- und Bronzemedaillen gewannen. Damit sicherten sie sich auch die meisten Medaillen aller gestarteten Nationen. Dahinter folgten mit unter anderem drei Goldmedaillen Brasilien und die Vereinigten Staaten.

## Bilanz

### Medaillenspiegel
| Platz  | Land               | Gold | Silber | Bronze | Gesamt |
| ------ | ------------------ | ---- | ------ | ------ | ------ |
| 1      | Kanada             | 4    | 5      | 5      | 14     |
| 2      | Brasilien          | 3    | 5      | —      | 8      |
| 3      | Vereinigte Staaten | 3    | 1      | 3      | 7      |
| 4      | Argentinien        | 2    | 3      | 2      | 7      |
| 5      | Kuba               | 2    | —      | 1      | 3      |
| 5      | Mexiko             | 2    | —      | 1      | 3      |
| 7      | Chile              | —    | 2      | —      | 2      |
| 8      | Paraguay           | —    | —      | 2      | 2      |
| 9      | Kolumbien          | —    | —      | 1      | 1      |
| 9      | Peru               | —    | —      | 1      | 1      |
| Gesamt | Gesamt             | 16   | 16     | 16     | 48     |

### Medaillengewinner

#### Kanusprint
Männer
| Disziplin | Gold                                                                       | Silber                                                                  | Bronze                                                                    |
| --------- | -------------------------------------------------------------------------- | ----------------------------------------------------------------------- | ------------------------------------------------------------------------- |
| C1 1000 m | José Ramón Pelier                                                          | Isaquias Queiroz                                                        | Connor Fitzpatrick                                                        |
| C2 500 m  | KanadaCraig Spence Alix Plomteux                                           | BrasilienEvandilson Avelar Filipe Santana                               | KubaJosé Ramón Pelier Javier Requeiro                                     |
| K1 1000 m | Agustín Vernice                                                            | Jonas Ecker                                                             | Valentín Rossi                                                            |
| K2 500 m  | KanadaIan Gaudet Simon McTavish                                            | ArgentinienGonzalo Lo Moro Agustín Vernice                              | Vereinigte StaatenJonas Ecker Aaron Small                                 |
| K4 500 m  | ArgentinienAgustín Vernice Manuel Lascano Gonzalo Lo Moro Gonzalo Carreras | KanadaNicholas Matveev Pierre-Luc Poulin Laurent Lavigne Simon McTavish | Vereinigte StaatenNathan Humberston Sean Talbert Cole Jones Augustus Cook |

Frauen
| Disziplin | Gold                                                                     | Silber                                                                       | Bronze                                                                        |
| --------- | ------------------------------------------------------------------------ | ---------------------------------------------------------------------------- | ----------------------------------------------------------------------------- |
| C1 200 m  | Yarisleidis Cirilo                                                       | María Mailliard                                                              | Sophia Jensen                                                                 |
| C2 500 m  | KanadaSloan MacKenzie Katie Vincent                                      | ChileMaría Mailliard Paula Gómez                                             | KolumbienMadison Velásquez Manuela Gómez                                      |
| K1 500 m  | Michelle Russell                                                         | Brenda Rojas                                                                 | Beatriz Briones                                                               |
| K2 500 m  | MexikoKarina Alanís Beatriz Briones                                      | ArgentinienBrenda Rojas Maria Garro                                          | KanadaCourtney Stott Madeline Schmidt                                         |
| K4 500 m  | MexikoKarina Alanís Brenda Gutiérrez Beatriz Briones Maricela Montemayor | KanadaCourtney Stott Natalie Davison Riley Melanson Toshka Besharah-Hrebacka | ArgentinienCandelaria Sequeira Lucia Dalto Martina Isequilla Sabrina Ameghino |

#### Kanuslalom
Männer
| Disziplin  | Gold              | Silber         | Bronze             |
| ---------- | ----------------- | -------------- | ------------------ |
| C1         | Zachary Lokken    | Kauã da Silva  | Leonardo Curcel    |
| K1         | Joshua Joseph     | Pepe Gonçalves | Mael Rivard        |
| Extreme K1 | Guilherme Mapelli | Alex Baldoni   | Eriberto Gutiérrez |

Frauen
| Disziplin  | Gold          | Silber          | Bronze                     |
| ---------- | ------------- | --------------- | -------------------------- |
| C1         | Ana Sátila    | Lois Betteridge | Ana Paula Fernandes Castro |
| K1         | Evy Leibfarth | Omira Estácia   | Léa Baldoni                |
| Extreme K1 | Ana Sátila    | Lois Betteridge | Evy Leibfarth              |